# (79983) 1999 DF9
1999 دي أف 9 (ويعرف أيضًا باسم (79983) 1999 دي أف 9 وفق تسمية الكوكب الصغير) (بالإنجليزية: 1999 DF9)‏ هو كويكب ضمن حزام الكويكبات؛ وترتيبه 79983 من حيث الاكتشاف.
اكتُشف هذا الجُرم الفلكي بواسطة جين لوو في 20 فبراير 1999.

## وصلات خارجية
- (79983) 1999 DF9 في قاعدة بيانات مختبر الدفع النفاث لأجرام النظام الشمسي الصغيرة

- الاكتشاف · مخطط المدار ·  العناصر المدارية · المعلمات المادية

- (79983) 1999 DF9 على موقع ويكي سكاي: DSS2, SDSS, GALEX, IRAS, Hydrogen α, X-Ray, Astrophoto, Sky Map, Articles and images